# Intertoto-Cup 1972
Der 6. Intertoto-Cup wurde im Jahr 1972 ausgespielt. Das Turnier wurde mit 32 Mannschaften ausgerichtet.

## Gruppenphase

### Gruppe 1
| Pl. | Verein        | Sp. | S | U | N | Tore    | Diff. | Punkte |
| --- | ------------- | --- | - | - | - | ------- | ----- | ------ |
| 1.  | AC Nitra      | 6   | 6 | 0 | 0 | 019:500 | +14   | 12:0   |
| 2.  | SSW Innsbruck | 6   | 2 | 0 | 4 | 012:130 | −1    | 04:80  |
| 3.  | AB Kopenhagen | 6   | 2 | 0 | 4 | 010:130 | −3    | 04:80  |
| 4.  | Örgryte IS    | 6   | 2 | 0 | 4 | 011:210 | −10   | 04:80  |

|               | Tschechoslowakei | Osterreich | Danemark | Schweden |
| ------------- | ---------------- | ---------- | -------- | -------- |
| AC Nitra      |                  | 4:1        | 2:0      | 3:0      |
| SSW Innsbruck | 0:1              |            | 3:1      | 5:1      |
| AB Kopenhagen | 2:3              | 2:1        |          | 2:4      |
| Örgryte IS    | 2:6              | 4:2        | 0:3      |          |

### Gruppe 2
| Pl. | Verein              | Sp. | S | U | N | Tore    | Diff. | Punkte |
| --- | ------------------- | --- | - | - | - | ------- | ----- | ------ |
| 1.  | IFK Norrköping      | 6   | 3 | 2 | 1 | 010:700 | +3    | 08:40  |
| 2.  | SV Austria Salzburg | 6   | 4 | 0 | 2 | 011:900 | +2    | 08:40  |
| 3.  | FC Winterthur       | 6   | 2 | 2 | 2 | 009:800 | +1    | 06:60  |
| 4.  | Górnik Wałbrzych    | 6   | 0 | 2 | 4 | 003:900 | −6    | 02:10  |

|                     | Schweden | Osterreich | Schweiz | Polen 1944 |
| ------------------- | -------- | ---------- | ------- | ---------- |
| IFK Norrköping      |          | 2:1        | 0:2     | 1:1        |
| SV Austria Salzburg | 2:4      |            | 3:2     | 2:0        |
| FC Winterthur       | 1:1      | 1:2        |         | 3:2        |
| Górnik Wałbrzych    | 0:2      | 0:1        | 0:0     |            |

### Gruppe 3
| Pl. | Verein           | Sp. | S | U | N | Tore    | Diff. | Punkte |
| --- | ---------------- | --- | - | - | - | ------- | ----- | ------ |
| 1.  | AS Saint-Étienne | 6   | 4 | 2 | 0 | 012:200 | +10   | 10:20  |
| 2.  | Wisła Krakau     | 6   | 2 | 3 | 1 | 013:300 | +10   | 07:50  |
| 3.  | BSC Young Boys   | 6   | 1 | 2 | 3 | 004:170 | −13   | 04:80  |
| 4.  | Åtvidabergs FF   | 6   | 1 | 1 | 4 | 006:120 | −6    | 03:90  |

|                  | Frankreich | Polen 1944 | Schweiz | Schweden |
| ---------------- | ---------- | ---------- | ------- | -------- |
| AS Saint-Étienne |            | 0:0        | 0:0     | 3:0      |
| Wisła Krakau     | 0:1        |            | 8:0     | 1:1      |
| BSC Young Boys   | 0:5        | 1:1        |         | 2:1      |
| Åtvidabergs FF   | 2:3        | 0:2        | 2:1     |          |

### Gruppe 4
| Pl. | Verein           | Sp. | S | U | N | Tore    | Diff. | Punkte |
| --- | ---------------- | --- | - | - | - | ------- | ----- | ------ |
| 1.  | Slavia Prag      | 6   | 2 | 3 | 1 | 009:500 | +4    | 07:50  |
| 2.  | Malmö FF         | 6   | 3 | 1 | 2 | 015:120 | +3    | 07:50  |
| 3.  | OGC Nizza        | 6   | 2 | 1 | 3 | 011:140 | −3    | 05:70  |
| 4.  | Alemannia Aachen | 6   | 2 | 1 | 3 | 007:110 | −4    | 05:70  |

|                  | Tschechoslowakei | Schweden | Frankreich | Deutschland Bundesrepublik |
| ---------------- | ---------------- | -------- | ---------- | -------------------------- |
| Slavia Prag      |                  | 0:0      | 4:0        | 1:0                        |
| Malmö FF         | 2:1              |          | 4:1        | 5:1                        |
| OGC Nizza        | 2:2              | 6:2      |            | 2:0                        |
| Alemannia Aachen | 1:1              | 3:2      | 2:0        |                            |

### Gruppe 5
| Pl. | Verein               | Sp. | S | U | N | Tore    | Diff. | Punkte |
| --- | -------------------- | --- | - | - | - | ------- | ----- | ------ |
| 1.  | Slovan Bratislava    | 6   | 5 | 0 | 1 | 016:700 | +9    | 10:20  |
| 2.  | First Vienna FC 1894 | 6   | 2 | 2 | 2 | 009:100 | −1    | 06:60  |
| 3.  | FC Zürich            | 6   | 1 | 3 | 2 | 008:800 | ±0    | 05:70  |
| 4.  | Djurgårdens IF       | 6   | 1 | 1 | 4 | 006:140 | −8    | 03:90  |

|                      | Tschechoslowakei | Osterreich | Schweiz | Schweden |
| -------------------- | ---------------- | ---------- | ------- | -------- |
| Slovan Bratislava    |                  | 5:0 1      | 0:3     | 4:1      |
| First Vienna FC 1894 | 0:1              |            | 2:2     | 3:0      |
| FC Zürich            | 1:3              | 1:1        |         | 0:0      |
| Djurgårdens IF       | 2:3              | 1:3        | 2:1     |          |

### Gruppe 6
| Pl. | Verein                 | Sp. | S | U | N | Tore    | Diff. | Punkte |
| --- | ---------------------- | --- | - | - | - | ------- | ----- | ------ |
| 1.  | Eintracht Braunschweig | 6   | 4 | 1 | 1 | 015:500 | +10   | 09:30  |
| 2.  | TJ ZVL Žilina          | 6   | 3 | 2 | 1 | 011:110 | ±0    | 08:40  |
| 3.  | Landskrona BoIS        | 6   | 2 | 2 | 2 | 007:600 | +1    | 06:60  |
| 4.  | Vejle BK               | 6   | 0 | 1 | 5 | 005:160 | −11   | 01:11  |

|                        | Deutschland Bundesrepublik | Tschechoslowakei | Schweden | Danemark |
| ---------------------- | -------------------------- | ---------------- | -------- | -------- |
| Eintracht Braunschweig |                            | 5:0              | 2:0      | 4:1      |
| TJ ZVL Žilina          | 1:1                        |                  | 1:0      | 3:1      |
| Landskrona BoIS        | 3:0                        | 2:2              |          | 0:0      |
| Vejle BK               | 0:3                        | 2:4              | 1:2      |          |

### Gruppe 7
| Pl. | Verein                  | Sp. | S | U | N | Tore    | Diff. | Punkte |
| --- | ----------------------- | --- | - | - | - | ------- | ----- | ------ |
| 1.  | Hannover 96             | 6   | 4 | 1 | 1 | 015:100 | +5    | 09:30  |
| 2.  | Grasshopper Club Zürich | 6   | 2 | 3 | 1 | 012:700 | +5    | 07:50  |
| 3.  | FKS Stal Mielec         | 6   | 3 | 1 | 2 | 013:120 | +1    | 07:50  |
| 4.  | Hvidovre IF             | 6   | 0 | 1 | 5 | 005:160 | −11   | 01:11  |

|                         | Deutschland Bundesrepublik | Schweiz | Polen 1944 | Danemark |
| ----------------------- | -------------------------- | ------- | ---------- | -------- |
| Hannover 96             |                            | 3:2     | 4:1        | 3:2      |
| Grasshopper Club Zürich | 1:1                        |         | 1:1        | 1:1      |
| FKS Stal Mielec         | 3:2                        | 1:4     |            | 5:0      |
| Hvidovre IF             | 1:2                        | 0:3     | 1:2        |          |

### Gruppe 8
| Pl. | Verein              | Sp. | S | U | N | Tore    | Diff. | Punkte |
| --- | ------------------- | --- | - | - | - | ------- | ----- | ------ |
| 1.  | SK VÖEST Linz       | 6   | 2 | 3 | 1 | 010:800 | +2    | 07:50  |
| 2.  | Odra Opole          | 6   | 3 | 0 | 3 | 011:800 | +3    | 06:60  |
| 3.  | Rot-Weiß Oberhausen | 6   | 2 | 2 | 2 | 011:110 | ±0    | 06:60  |
| 4.  | BK Frem København   | 6   | 2 | 1 | 3 | 009:140 | −5    | 05:70  |

|                     | Osterreich | Polen 1944 | Deutschland Bundesrepublik | Danemark |
| ------------------- | ---------- | ---------- | -------------------------- | -------- |
| SK VÖEST Linz       |            | 2:0        | 1:1                        | 3:1      |
| Odra Opole          | 2:0        |            | 4:3                        | 4:0      |
| Rot-Weiß Oberhausen | 2:2        | 1:0        |                            | 2:1      |
| BK Frem København   | 2:2        | 2:1        | 3:2                        |          |

## Intertoto-Cup Sieger 1972
- AC Nitra
- IFK Norrköping
- AS Saint-Étienne
- Slavia Prag
- Slovan Bratislava
- Eintracht Braunschweig
- Hannover 96
- SK VÖEST Linz